# James Carlisle
Sir James Beethoven Carlisle (Bolans, 5 agosto 1937) è un politico antiguo-barbudano, Governatore generale di Antigua e Barbuda dal 10 giugno 1993 al 30 giugno 2007.

## Biografia
Nato e cresciuto a Bolans, nel 1961 si spostò in Regno Unito per arruolarsi nella Royal Air Force, dove fu assegnato al reparto medico. Nel 1966 lasciò la RAF per continuare la sua istruzione, e conseguì la laurea in odontoiatria presso l'Università di Dundee nel 1972.
Al suo ritorno ad Antigua, aprì uno studio dentistico e contribuì alla creazione di un servizio dentistico gratuito per bambini e anziani. Dal 1983 al 1993 fu Ufficiale della Royal Antigua and Barbuda Defence Force.
Nel 1993 fu nominato Governatore generale di Antigua e Barbuda, su indicazione del Primo ministro Vere Bird. Si dimise da tale incarico il 30 giugno 2007.